# Ruggiero di Lauria
Ruggiero di Lauria (ur. 17 stycznia 1250 w Laurii, zm. 19 stycznia 1305 w Walencji) – włoski wojskowy, admirał. 
Ruggiero (Roger) urodził się w Laurii, leżącej wówczas na terenie Królestwa Obojga Sycylii. W 1262 roku opuścił Włochy i dorastał na dworze Królestwa Aragonii. 
W 1283 roku, gdy Piotr III Wielki po Nieszporach sycylijskich został królem Sycylii, mianował Ruggiero di Laurię admirałem. Dowodzona przez niego flota w czerwcu 1283 pokonała Francuzów w bitwie pod Maltą, a w 1284 roku w Zatoce Neapolitańskiej, gdzie pojmał do niewoli Karola Kulawego, późniejszego króla Neapolu.   
W 1285 roku, gdy Filip III Śmiały w ramach krucjaty aragońskiej zaatakował Katalonię, dowodzona przez Ruggiero flota sycylijsko-katalońska rozproszyła flotę francuską, opanowała wybrzeże Francji i odcięła wojska Filipa od dostaw. Podbił też Majorkę, której król Jakub II poparł stanął po stronie Francuzów. 
Po śmierci Piotra III w 1285 roku, królem Sycylii został Jakub II Sprawiedliwy, który w 1295 zawarł z papieżem Bonifacym VIII porozumienie, na mocy którego Sycylia została przekazana Andegawenom. Wywołało to sprzeciw mieszkańców wyspy, którzy obwołali królem najmłodszego z synów Piotra III – Fryderyka. Ruggiero początkowo wspierał Fryderyka, potem jednak obawiając się o los swoich posiadłości w Hiszpanii, objął dowództwo floty aragońsko-andegaweńskiej, która pokonała wojska sycylijskie w bitwach w 1299 i 1300 roku. W 1302 roku pokój zawarty w Caltabellotta zakończył wojny, Ruggiero osiadł w swoim hiszpańskim majątku. 